# Mystici Corporis Christi
Mystici Corporis Christi – encyklika papieża Piusa XII wydana w 1943.
Dokument zamknął długi okres badań poświęconych istocie Kościoła, który został zapoczątkowany w kręgu prac przygotowawczych do Soboru watykańskiego I, który miał miejsce w latach 1869-1870. W encyklice przyjęto (obecne już u św. Pawła) pojęcie Mistycznego Ciała, jako nadrzędne dla wszystkich innych biblijnych obrazów Kościoła. Spowodowało to upowszechnienie się tego pojęcia.
Kościół, w myśl dokumentu, jest ciałem żyjącym na ziemi, którego niewidzialną głową jest Chrystus w niebie. Jest to więc ciało zarówno widzialne, jak i niewidzialne, rozwijające się w szczególności poprzez widzialne sakramenty, za którymi kryje się niewidzialna łaska i sam Jezus. Wcześniej na Kościół spoglądano w sposób zróżnicowany, m.in. postrzegając go naturalistycznie, jako system związków prawnych i społecznych lub na bliżej nieokreśloną duchową wspólnotę nie potrzebującą prawa, a jedynie miłości, pozbawioną hierarchii, co prowadziło do odrzucania regulacji, czy papiestwa w ogóle.